# Mahmut Paixà Angelović
Mahmut Paixà Angelović (? - 18 de juliol de 1474) fou un poeta i gran visir otomà. Com a poeta, és conegut amb el nom artístic d'Adni. En algunes fonts és citat com a Sarıca o Saruca (Paixà), que fa referència als geníssers, atès que Mahmut va ser agha dels geníssers abans d'esdevenir visir.
Els seus orígens són incerts. A les tadkkiras del segle xvi es diu que era nadiu d'Aladja Hisar (Kruşevać) a Sèrbia però això és dubtós, ja que Prantzes afirma que era de mare sèrbia i pare grec; Chalcocondyklas diu que la mare era búlgara i era de la casa dels Àngel de Tessàlia fill de Miquel Àngel de Novo Brdo i presoner de guerra que es va casar amb una filla del sultà Mehmet II; i Kritovoulos diu que pertanyia a la noblesa grega i era fill d'un Miquel descendent d'Aleix III Philathropene (emperador a Trebisonda 1338-1390). Martin Crusius diu que era net per part de mare sèrbia d'un noble romà d'Orient de nom Marco Yagari i cosí de Jordi Amirutzes, protovestiari de David Comnè de Trebisonda (1458-1461), tanmateix net de Yagari.
Com va caure presoner dels otomans se sap pels relats de Chalcocondylas, Tashköprüzäde i Ashik Çelebi que són similars, però la data no queda fixada. Fou fet presoner per Mehmed Agha junt amb la seva mare entre Novo Brdo i Smederovo. Educat a palau, va rebre el favor del nou sultà Mehmet II vers 1451 i va participar amb aquest al setge de Constantinoble.
El gran visir Çandarlı Halil Pasha (Djandarli Khalil Pasha, 1443-1453) fou executat l'1 de juny de 1453 i el va succeir Zaganos Mehmed Pasha, un grec cristià convertit, sogre de Mehmet II (que estava casat amb una filla de Zaganos). El nou gran visir fou destituït el 1456. Després hi ha un buit, i Mahmud Pasha va pujar a beglerbey de Rumèlia quan el seu oncle Karadja Beg (que tenia aquest càrrec) va morir al setge de Belgrad. Fou també temporalment kadi asker mentre el titular Ali Efendi feia el pelegrinatge. Va acompanyar al sultà en diverses campanyes i pels seus èxits al setge de Belgrad el va nomenar visir sent a la vegada gran visir i beglerbey de Rumèlia vers 1456.
El 31 de març de 1458 la reina de Sèrbia va deposar el ministre Miquel Angelović i el va substituir per un bosnià catòlic; els boiars serbis van entrar llavors en contacte amb Mehmet II i li van oferir la sobirania sobre Sèrbia. El sultà va enviar a Mahmud i va reunir les seves tropes de Rumèlia i un fort contingent d'Anatòlia a més de 1000 geníssers i va marxar sobre Sofia i pel camí van ocupar diverses places fortes com Resava i Kuruca. Smederovo fou assetjada sense èxit però va conquerir Ostrovica i Rudnik.
Després d'estar un temps a Nish va aparèixer davant Golubac que va ocupar i va enviar al seu oficial Minet Beg-oghlu Mehmed Beg a una incursió a Hongria. Després es va reunir amb el sulta a Skoplje. El 1459 el sultà va conquerir Smederovo i algunes fonts assenyalen que Mahmud l'acompanyava o que tanmateix va dirigir la conquesta. El 1460 va fer campanya a Morea i va assetjar Mistra en poder del dèspota Demetri II Paleòleg; el secretari grec del sultà Tomàs Katavolenos va convèncer el dèspota de rendir-se i el 30 de maig fou enviat a Istanbul on fou ben tractat per Mehmet II per haver lliurat la fortalesa de manera voluntària.
El 1461 Mahmud va fer campanya a Sinope, Amasra i Trebisonda. Amasra era molt important perquè estava en poder dels genovesos i els otomans l'havien ignorat fins aleshores. Mahmud la va bloquejar i a l'arribada del sultà aquest la va poder ocupar. Isfendiyar Oghlu Ismail Beg de Sinope també va capitular i es va sotmetre al sultà.
Abans de la campanya de Trebisonda va acompanyar al sultà en la guerra contra els Ak Koyunlu d'Uzun Hasan, arribant fins a Yassi Çimen, on segons els rumors va rebre una delegació encapçalada per la mare d'Uzun i el cap kurd Shaykh Hasan beg de Çemishgezek, demanant la pau. Després es van dirigir cap a Trebisonda. Mahmud va convèncer primer a la població i finalment a l'emperador David Comnè de rendir-se (1461); com a protovestiati de David, el cosí de Mahmud, Jordi Amirutzes, va fer d'intermediari.
El 1462 Mahmud va participar en la campanya de Valàquia on va impedir a Vlad III Drakul (Dràcula l'Empalador 1456-1462) derrotar Evrenos Beg i va rebutjar un atac nocturn de Vlad que es va haver de refugiar a Hongria on fou fet presoner per Maties Corví que es creu que havia ofert Transsilvània als otomans. El mateix 1462 els otomans, dirigits per Mahmud, van ocupar Lesbos on Nicolo II Gattiluso havia matat (1458) al seu germà Domenicco I Gattiluso acusat de col·laborar amb els otomans. Mahmud va assetjar l'illa amb 60 galeres i 7 altres vaixells, la va bombardejar amb 27 canons i la va ocupar el 19 de setembre de 1462 no se sap segur si per assalt o per rendició voluntària, ja que les fonts divergeixen. Nicolau II fou empresonat i Ali al-Bistami fou nomenat governador.

## Guerra turco-veneciana
El 1463 el rei de Bòsnia Esteve Tomasevitx va reclamar Smederovo i va deixar d'enviar el tribut; el sultà va decidir conquerir el país. El 22 de maig de 1463 el sultà va ocupar Bobovac i va intentar apoderar-se del rei a Jajce, i va enviar Mahmud a assetjar aquesta fortalesa. El rei bosnià es va rendir. Després Mahmud va rebre orde de combatre els venecians que instigaven a les viles gregues de Morea a la revolta; els va derrotar i els rebels grecs es van sotmetre arreu. Mahmud va enviar al seu oficial Turakhan-Oghlu Ömer Beg a fer una incursió als dominis venecians de la península i ell mateix va anar a Lesbos que els vaixells venecians assetjaven; va arribar amb una flota de 110 vaixells però ja els venecians, informats de la seva arribada, s'havien retirat cap a Eubea.
El 1464 els hongaresos van passar a l'atac i el sultà estava ocupat al setge de Jajce i va enviar a Mahmud contra els atacants. Zvornik va resistir els atacs hongaresos i aquestos es van haver de retirar. El 1465 va estar ocupat en negociacions amb Venècia i el 1466 va fer campanya a Albània junt amb el sultà.
A la mort d'Ibrahim Beg, emir de Karaman, es van produir conflictes successoris en aquest territori i Mehmet hi va intervenir (1468). Mahmud Pasha i el sultà de Konya van perseguir al beg Pir Ahmed de Karaman però no el van poder capturar. El seu rival Rum Mehmed Paixà va aprofitar aquesta circumstància per atreure's el favor del sultà i Mahmud fou destituït com a visir i beglergey i Rum Mehmed Paixà va ocupar els càrrecs.
Retirat breument aviat fou nomenat kapudan (almirall) amb el grau de sandjakbegi de Gal·lípoli, amb l'encàrrec de restaurar i equipar la flota (1469 o 1470). El 1470 va sortir de Gal·lípoli amb una gran flota per atacar Eubea (Negrepont, Egriboz); va saquejar Skiros i va atacar les costes d'Eubea, derrotant a l'almirall venecià Niccolò da Canale. Va convèncer el sultà de construir un pont des del continent per fer creuar l'exèrcit, i finalment l'illa va capitular el 12 de juliol de 1470.
El 1472 quan les tropes d'Uzun Hasan començaven a avançar per Anatòlia, el sultà, reconeixent els mèrits de Mahmud en la conquesta d'Eubea, el va nomenar altre cop visir en comptes de (o İshak Paşa, successor d'aquest, segons altres fonts). En un consell de guerra a Istanbul va designar al beglerbey d'Anatòlia Dawud Pasha per dirigir l'exèrcit, sota la direcció nominal del príncep Mustafà. El sultà volia que el mateix Mahmud agafés la direcció de la guerra, però Mahmud s'hi va negar i les relacions amb el sultà es van refredar. L'11 d'abril de 1473 Mahmud i el sultà van marxar cap a Sivas i va recomanar atacar Karahisar-i Sharki (Karahisar oriental), consell que fou desatès. A la batalla d'Otluk Beli va quedar relegat a un paper secundari junt amb el beglerbegi de Rumèlia Khass Murad Paixà; Mahmud va veure l'estratègia d'Uzun Hasan i va recomanar a Khass no creuar l'Eufrates però aquest no li va fer cas i va morir en la lluita. Mahmud va combatre llavors contra el fill d'Uzun Hasan, Ughurlu Muhammad; a la batalla de Bashkent (11 d'agost de 1473) va lluitar dins les tropes de Dawud Paixà, i el rumor popular el va fer responsable de la victòria, però en canvi els seus enemics no van parar de criticar-lo davant el sultà que finalment el va destituir el 1474.
Es va retirar a les seves terres a Khassköy; va tornar a Istanbul a la mort del príncep Mustafà i es va presentar al sultà que el va rebre fredament; en suposar que s'alegrava de la mort del príncep el va empresonar a Yedi Kule, on fou executat el 18 de juliol.
El seu diwan inclou 46 obres en persa; també va escriure algunes cartes oficials.